# Karénina Kollmar-Paulenz
Karénina Kollmar-Paulenz (* 22. Dezember 1958 in Landau in der Pfalz) ist eine deutsche Religions- und Zentralasienwissenschaftlerin. Sie ist Professorin am Institut für Religionswissenschaft der Universität Bern. 

## Leben
Karénina Kollmar-Paulenz studierte von 1978 bis 1984 Tibetologie, Mongolistik, Vergleichende Religionswissenschaft, Indologie und zentralasiatische Turkologie in Bonn. 1991 wurde sie an der Universität Bonn mit einer Dissertation über ‘Der Schmuck der Befreiung’: Die Geschichte der Źi byed- und gCod-Schule des tibetischen Buddhismus promoviert. Kollmar-Paulenz hatte verschiedene Lehrtätigkeiten in Bonn, Marburg und Moskau inne. 1999 habilitierte sie sich an der Universität Bonn mit einer Arbeit zum Thema Die Biographie des Altan qaghan der Tümed-Mongolen. Ein Beitrag zur Geschichte der religionspolitischen Beziehungen zwischen der Mongolei und Tibet im ausgehenden 16. Jahrhundert. Seit 1999 ist sie ordentliche Professorin für Religionswissenschaft und Zentralasiatische Kulturwissenschaft an der Universität Bern. Von 2007 bis 2010 war sie Dekanin der Philosophisch-historischen Fakultät der Universität Bern.    

## Schriften
- Der Schmuck der Befreiung. Die Geschichte der Źi byed- und gCod-Schule des tibetischen Buddhismus. Wiesbaden: Otto Harrassowitz, 1993 (Asiatische Forschungen, 125).
- Erdeni tunumal neretü sudur. Die Biographie des Altan qaγan der Tümed-Mongolen. Ein Beitrag zur Geschichte der religionspolitischen Beziehungen zwischen der Mongolei und Tibet im ausgehenden 16. Jahrhundert. Wiesbaden: Otto Harrassowitz, 2001 (Asiatische Forschungen, 142).
- Die Mythologie des tibetischen und mongolischen Buddhismus. E. Schmalzriedt (Hrsg.), Wörterbuch der Mythologie, Bd. VII, 2, Lieferung 35. Stuttgart: Klett-Cotta Verlag, 2002.
- Kleine Geschichte Tibets. München: Verlag C.H. Beck, 2006. 3. Auflage 2014.
- Zur Ausdifferenzierung eines autonomen Bereichs Religion in asiatischen Gesellschaften des 17. und 18. Jahrhunderts: Das Beispiel der Mongolen. Akademievorträge, Heft XVI. Schweizerische Akademie der Geistes- und Sozialwissenschaften, Bern, 2007.
- Die Mongolen. Von Dschingis Khan bis heute. München: Verlag C.H. Beck, 2011.